# Onthophagus sericans
Onthophagus sericans là một loài bọ cánh cứng trong họ Bọ hung (Scarabaeidae).